# Blacksburg (Virginia)
Blacksburg ist eine US-amerikanische Stadt im Montgomery County des Bundesstaates Virginia.
Die Stadt hatte 44.826 Einwohner (Stand: 2020) und ist Standort der im Jahre 1872 gegründeten Hochschule Virginia Polytechnic Institute and State University, besser bekannt als Virginia Tech.

## Geschichte
Blacksburg wurde 1798 durch William Black, nach dem die Stadt benannt ist, auf einer Fläche von knapp 0,154 km² (38 Acres) gegründet. Die Stadtgrenzen lagen damals etwas nordöstlich einer früheren Siedlung aus dem Jahre 1748, Draper’s Meadow, die 1755 Schauplatz des Massakers von Draper’s Meadow gewesen war. Smithfield Plantation, um 1772 durch Col. William B. Preston errichtet, liegt ungefähr an der Stelle dieser früheren Siedlung.
Während der 1970er Jahre – mit Eingliederung der Hochschule und einigen anderen Gebieten ins Stadtgebiet – hat sich die Bevölkerung Blacksburgs von 9.000 auf 30.000 mehr als verdreifacht.

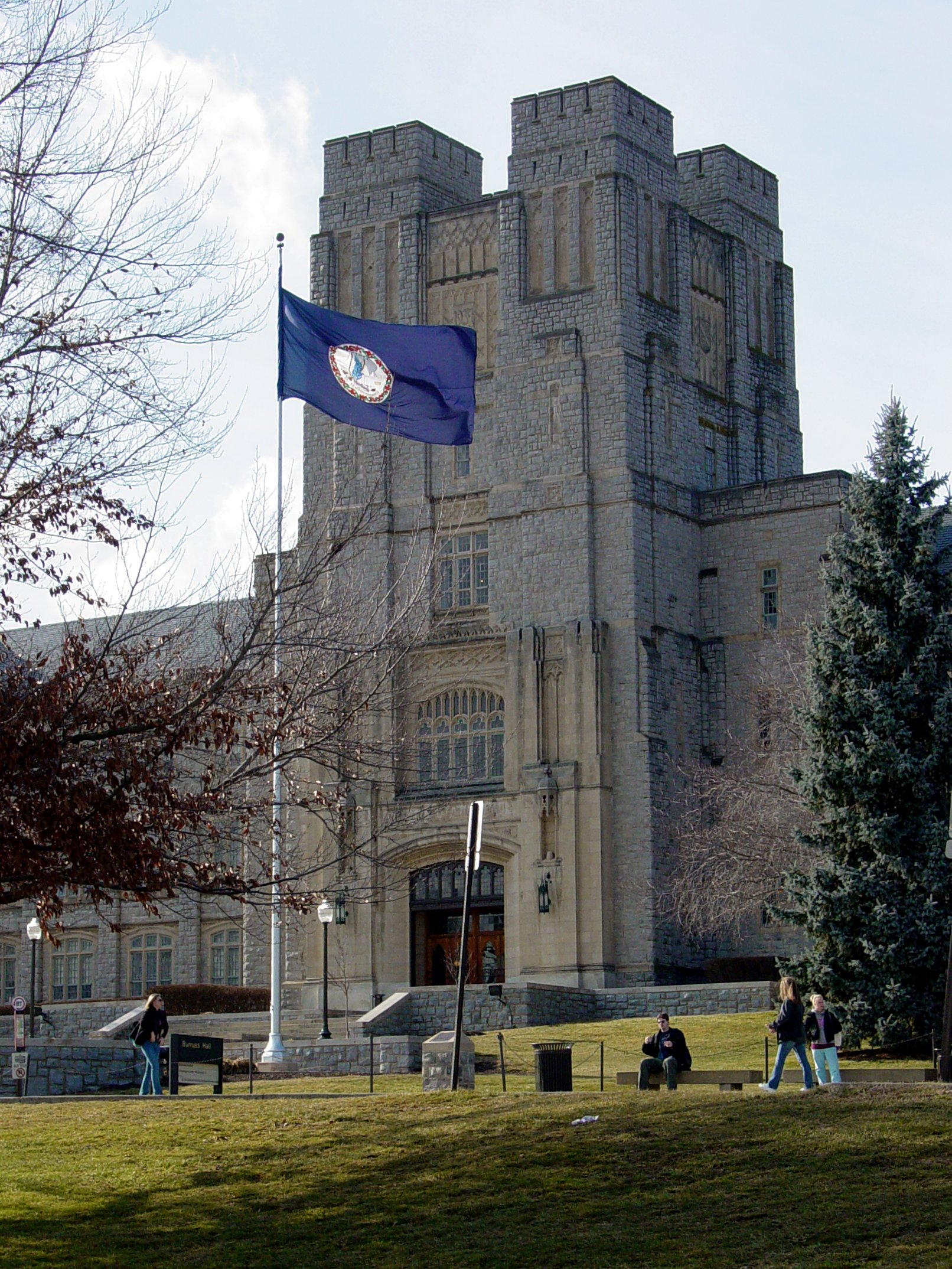
Gebäude der Virginia Tech

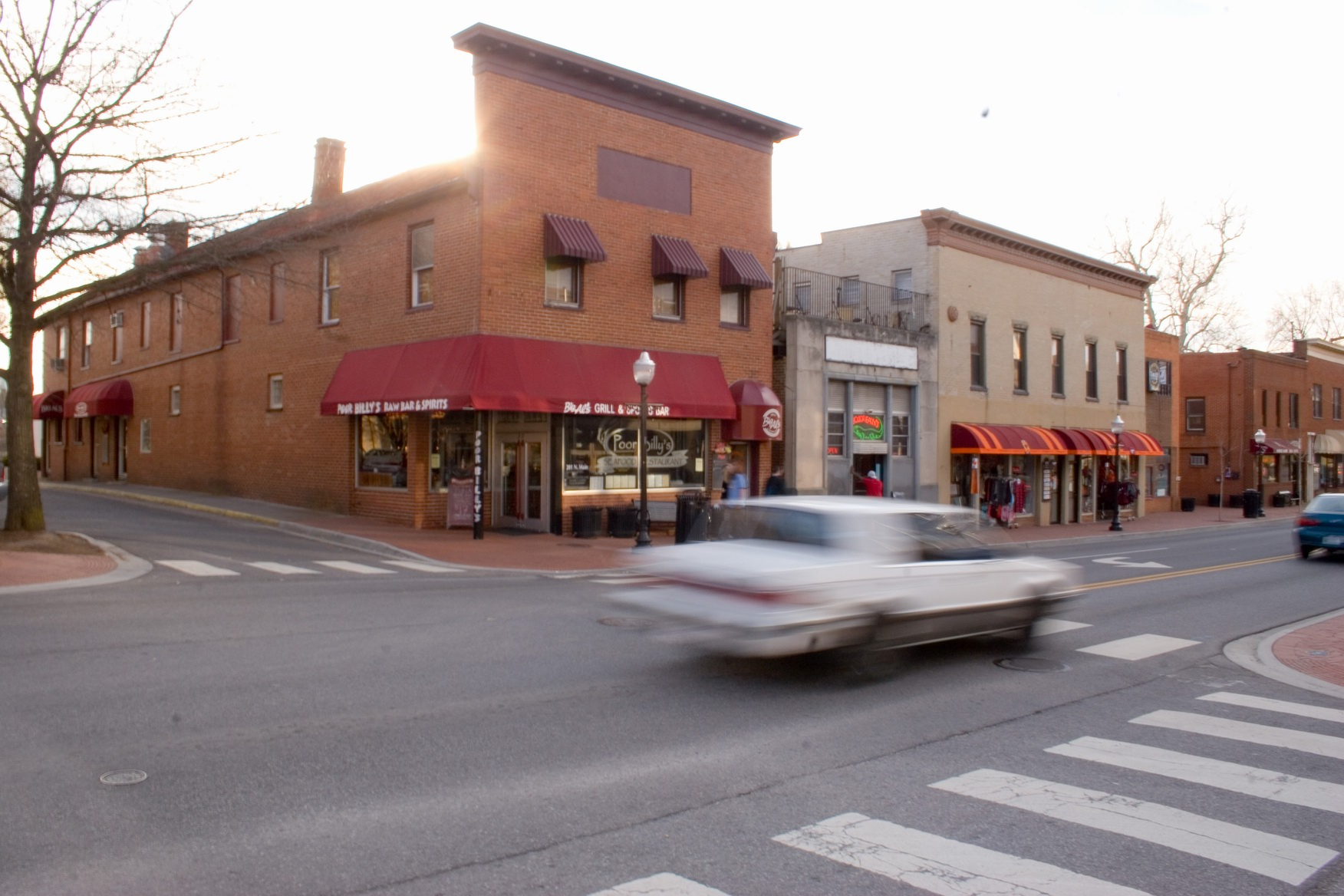
Innenstadt von Blacksburg

Der Campus der Virginia Tech besteht aus mehr als 100 verteilt liegenden Gebäuden. Am 16. April 2007 ereignete sich dort ein Amoklauf, der bis dato die meisten Todesopfer durch Amoklauf an einer Universität in den Vereinigten Staaten forderte (siehe Amoklauf an der Virginia Tech).

### Einwohnerentwicklung
| Jahr | Einwohner¹ |
| ---- | ---------- |
| 1980 | 30.638     |
| 1990 | 34.590     |
| 2000 | 39.573     |
| 2010 | 42.607     |
| 2020 | 44.826     |

¹ 1980 – 2020: Volkszählungsergebnisse

## Geographie
Blacksburg ist etwa 50,2 km² groß. Davon sind 50,1 km² Landfläche und 0,1 km² Wasserfläche. Die Stadt liegt im Mittel 634 m über dem Meeresspiegel.
Das höchste Gebäude ist Slusher Tower, ein zwölfstöckiges Studentenwohnheim auf dem Campus der Universität.

## Bevölkerung
Von den 39.573 Einwohnern der Stadt beim US Census 2000 waren 23.895 (ungefähr 60 Prozent der Gesamtbevölkerung) College-Studenten.
Nach der Zählung gab es 2000 13.162 Haushalte und 4.777 Familien waren ansässig. Die Bevölkerungsdichte beträgt 789,2 Einwohner/Quadratkilometer. Die Einwohner wohnten in 13.732 Wohnungen (273,9 Wohnungen pro Quadratkilometer). Die Bevölkerung besteht zu 84,39 % aus Weißen, 4,39 % sind African American, 0,11 % Native American, 7,80 % Asiaten, 0,06 % Pacific Islanders, 0,90 % Sonstige und 2,36 % mit gemischter Abstammung. 2,32 % der Bevölkerung von Blacksburg sind Hispanic oder Latino irgendeiner Rasse.
In 16,3 % der Haushalte leben Kinder unter 18 Jahren, in 28,7 % leben verheiratete Paare. 5,3 % der Haushalte werden von alleinerziehenden Frauen geführt und 65,7 % der Haushalte bilden keine Familien. 26,6 % aller Haushalte bestehen aus Einzelpersonen und in 3,7 % lebt eine Einzelperson älter als 65 Jahre. Die durchschnittliche Haushaltsgröße beträgt 2,37 und die durchschnittliche Familiengröße 2,79.
9,7 % der Einwohner ist unter 18 Jahren alt, 57,4 % sind zwischen 18 und 24, 18,9 % zwischen 25 und 44 Jahren, 9,2 % von 45 bis 64 Jahre und 4,9 % sind 65 Jahre alt oder älter. Das Durchschnittsalter beträgt 22 Jahre. Auf 100 Frauen kommen 127 Männer. Die untypische Verteilung der Altersgruppen und ¨zwischen Männern und Frauen wird durch die Virginia Tech verursacht, da diese auf akademische Felder ausgerichtet ist, die meist von männlichen Studenten belegt werden, etwa das Ingenieurwesen.
Das Durchschnittseinkommen pro Haushalt beträgt 22.513 US-Dollar und das durchschnittliche Einkommen pro Familie 51.810 US-Dollar. Männer haben ein durchschnittliches Einkommen von 37.129 US-Dollar; das der Frauen liegt bei 24.321 US-Dollar. Das Prokopfeinkommen liegt bei 13.946 US-Dollar. 43,2 % der Bevölkerung und 15,9 % der Familien leben unterhalb der Armutsgrenze. 23,7 % der unter 18 und 6,1 % der über 65-Jährigen leben unterhalb der Armutsgrenze. Auch diese Werte werden durch die hohe Studentenzahl beeinflusst.

## Wirtschaft
Im Virginia Tech Corporate Research Park sind verschiedene Unternehmungen angesiedelt, unter anderem VTLS und Honeywell. Der nationale Wetterdienst unterhält hier seine Zentrale für das südwestliche Virginia.

## Verkehr
Der Nahverkehr in Blacksburg ist seit Dezember 2022 kostenlos. Der nächste Flughafen ist ca. 40 Kilometer entfernte Flughafen Roanoke.

## Söhne und Töchter der Stadt
- Brandon Stockley, Football-Spieler bei den Denver Broncos
- Henry Lee Lucas (1936–2001), mutmaßlicher Serienkiller
- Bob Roop (* 1947), Schwergewichtsringer im griechisch-römischen Stil[4]